# Pătratul termodinamic

Pătratul termodinamic cu potențiale evidențiate cu roșu.
Legendă:
S = Entropie
U = Energie internă
V = Volum
H = Entalpie
F = Energie liberă (Helmholtz)
p = Presiune
G = Entalpie liberă (Gibbs)
T = Temperatură

Pătratul termodinamic este o diagramă mnemonică atribuită la Max Born și folosită pentru a ajuta la rememorarea relațiilor termodinamice. Born a prezentat pătratul termodinamic într-o prelegere din 1929.  Simetriile din termodinamică apar într-o lucratre de F.O. Koenig. Colțurile conțin variabile conjugate, iar laturile conțin potențiale termodinamice. Plasarea și relația dintre variabile servește drept cheie pentru a reconstitui relațiile la care se referă.

## Generarea pătratului
Cele patru potențiale termodinamice se plasează pe laturi, de la dreapta spre stânga și de sus în jos, în ordinea: energie internă {\displaystyle U,} entalpie {\displaystyle H,} energie liberă (Helmholz) {\displaystyle F,} entalpie liberă (Gibbs) {\displaystyle G.}
În colțurile de jos se plasează mărimile intensive: {\displaystyle p} și {\displaystyle T.} În colțurile de sus, în diagonală se plasează mărimile extensive conjugate celor de jos: {\displaystyle S} și {\displaystyle V.} Se pune semnul minus la mărimile din coloana din stânga.

## Folosire

### Derivarea potențialelor termodinamice
Pătratul termodinamic este folosit în principal pentru a calcula derivata oricărui potențial termodinamic de interes. De exemplu, dacă cineva dorește să calculeze derivata energiei interne, {\displaystyle U}, va urma pașii:
1. Se pornește din căsuța cu potențialul termodinamic de interes, și anume ({\displaystyle U,} {\displaystyle H,} {\displaystyle F,} {\displaystyle G}). În exemplul de față acesta ar fi {\displaystyle U}.
2. Cele două colțuri opuse ale potențialului de interes reprezintă coeficienții rezultatului global. Dacă coeficientul se află în partea stângă a pătratului, trebuie adăugat un semn negativ. În exemplul de față, un rezultat intermediar ar fi {\displaystyle dU=-p\,[{\text{Diferentiala}}]+T\,[{\text{Diferentiala}}]}
3. În colțul opus fiecărui coeficient va fi diferențiala variabilei conjugate. În exemplul de față, colțul opus lui {\displaystyle p} este {\displaystyle V} (volumul), iar colțul opus lui {\displaystyle T} este {\displaystyle S} (entropia). Rezultatul intermediar ar fi: {\displaystyle dU=-p\,dV+T\,dS}. Convenția semnelor se aplică doar coeficienților, nu și diferențialelor.
4. În final, se adaugă întotdeauna {\displaystyle \mu \,dN}, unde {\displaystyle \mu } este potențialul chimic. Prin urmare, rezultatul este: {\displaystyle dU=-p\,dV+T\,dS+\mu \,dN}.

Ecuația Gibbs–Duhem⁠(d) poate fi obținută cu această tehnică. Totuși, diferențiala potențialului chimic trebuie adăugată în forma generalizată.

### Relațiile Maxwell
Pătratul termodinamic poate fi folosit și pentru a găsi derivatele de ordinul întâi în relațiile Maxwell comune. Se procedează astfel:
1. Examinând colțurile, se face o formă {\displaystyle \sqcup } cu mărimile de interes.
2. Se citește forma {\displaystyle \sqcup } în două moduri diferite, văzând-o ca L și ⅃. L va da o parte a relației, iar ⅃ va da cealaltă. Derivata parțială este luată de-a lungul laturii verticale a lui L (respectiv ⅃), în timp ce ultimul colț indică mărimea menținută constantă.
3. Se folosește L pentru a găsi {\displaystyle LHS=\left({\partial S \over \partial p}\right)_{T}}.
4. Similar, se folosește ⅃ pentru a găsi {\displaystyle RHS=-\left({\partial V \over \partial T}\right)_{p}}. Convenția semnelor se aplică doar variabilei menținută constantă la derivata parțială, nu și la diferențiale.
5. În final, ecuațiile de mai sus se egalează pentru a obține relația Maxwell: {\displaystyle \left({\partial S \over \partial p}\right)_{T}=-\left({\partial V \over \partial T}\right)_{p}}.

Prin rotirea formei {\displaystyle \sqcup } (aleatoriu, de exemplu cu 90 de grade în sens invers acelor de ceasornic într-o formă {\displaystyle \sqsupset }), se pot reconstitui și alte relații, cum ar fi:
{\displaystyle \left({\partial p \over \partial T}\right)_{V}=\left({\partial S\partial V}\right)_{T}}

### Variabilele naturale ale potențialelor termodinamice
În final, potențialul din centrul fiecărei laturi este o funcție de variabilele aflate în colțurile acelei laturi. Deci, {\displaystyle U} este o funcție de {\displaystyle S} și {\displaystyle V,} iar {\displaystyle G} este o funcție de {\displaystyle p} și {\displaystyle T.}